# Ahmad-al-Badawi-Moschee

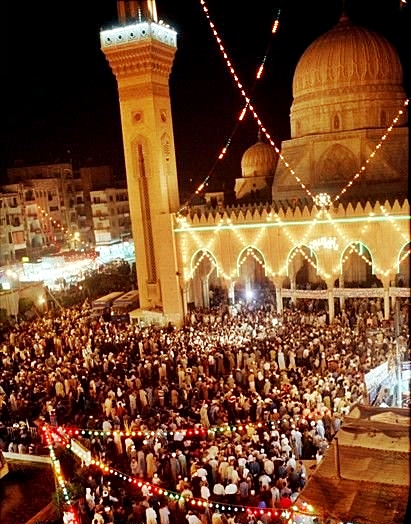
Der Mawlid zum Geburtstag am Grab Ahmad al-Badawis in Tanta

Die Ahmad-al-Badawi-Moschee (arabisch مسجد أحمد البدوي, DMG Masǧid Aḥmad al-Badawī) ist eine Moschee in Tanta, Nord-Ägypten. Es ist eine Sufi-Moschee und sie enthält das Mausoleum des Sufi-Mystikers Ahmad al-Badawi (um 1200–1276), des in Fès (Marokko) geborenen Gründers der Tariqa Badawiyya (Ahmadiyya), des größten Sufi-Ordens in Ägypten.

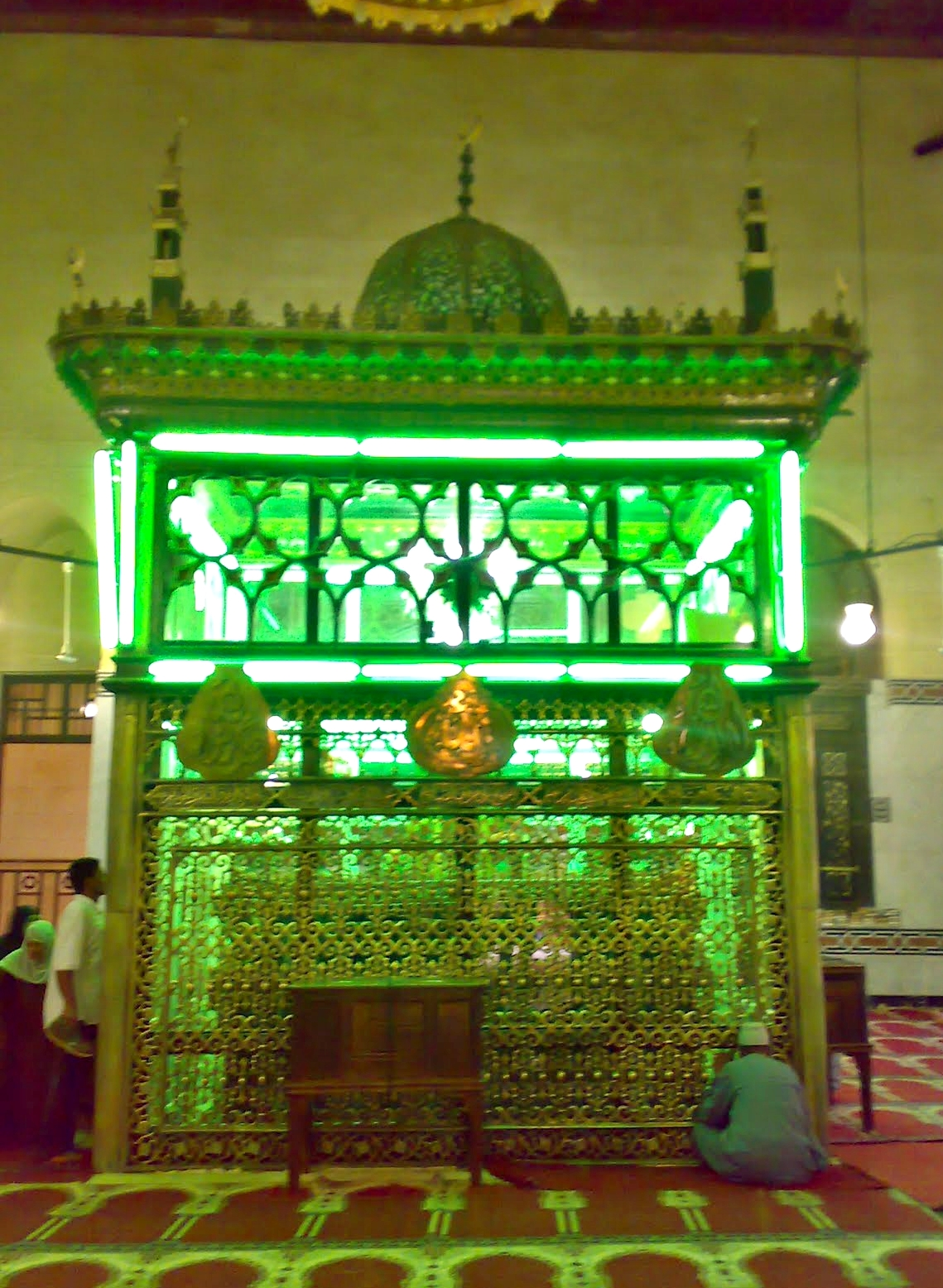
Ahmad-Badawi-Schrein im Inneren der Moschee in Tanta

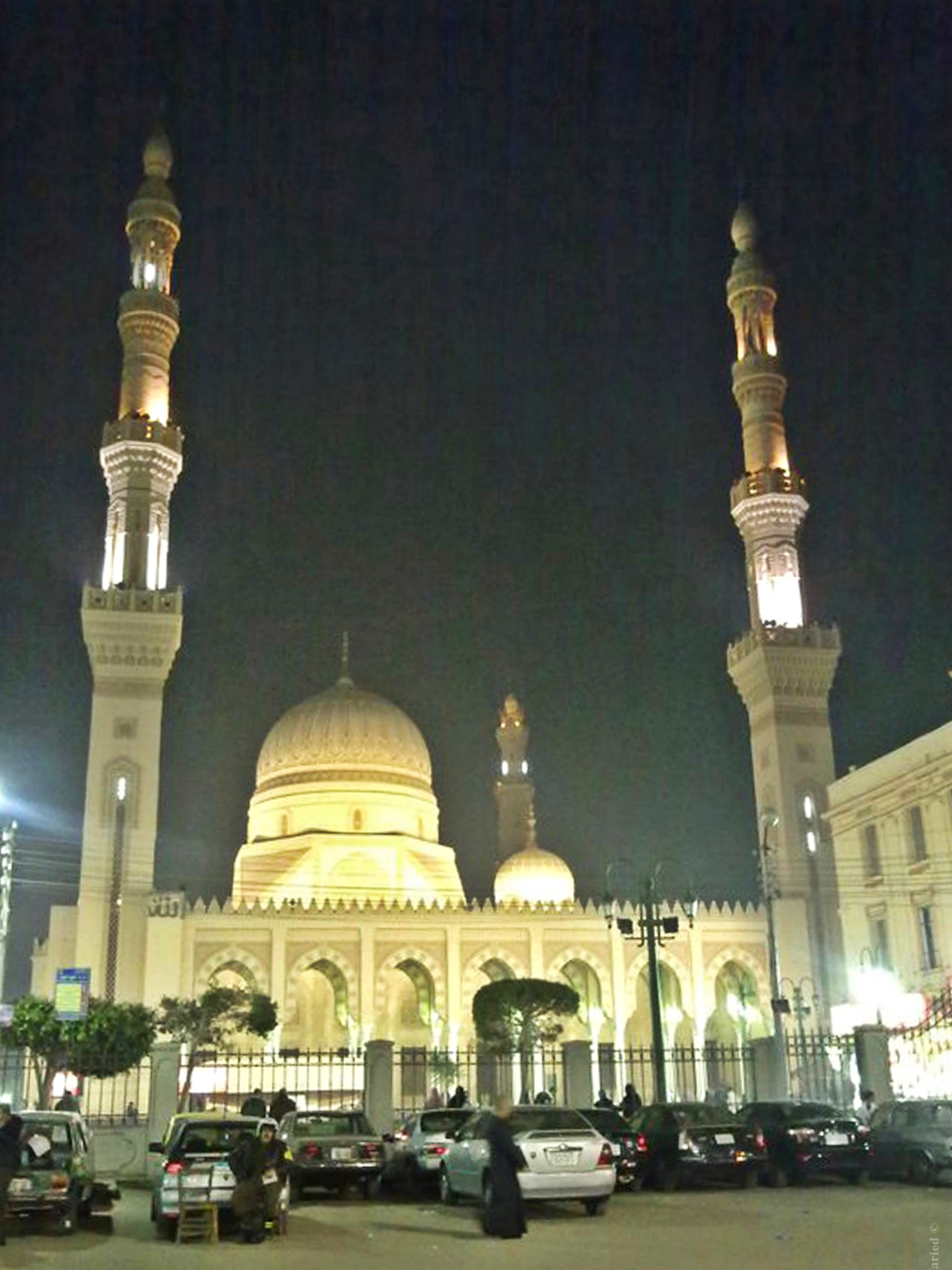
Vorderansicht

Die Gründung der Moschee fand bereits nach dem Tod von Ahmad al-Badawi statt. Im weiteren Verlauf wurde sie mehrfach erweitert und renoviert. Der Eingang mit seinen zwei Minaretten wurde in den 1960er Jahren erbaut. Der Stil der Grabmoschee mit ihren je drei Kuppeln und Minaretten ist mamlukisch und neo-mamlukisch.
Es ist eine wichtige sunnitische Pilgerstätte (siehe auch Ziyāra), zu der an seinem Maulid bis zu drei Millionen Pilger anreisen.